# Lago Louise
O lago Louise (em inglês, Lake Louise) é um lago do Parque Nacional de Banff, na província de Alberta, no Canadá. A cor esmeralda da água vem de partículas de rochas conduzidas ao lago por águas derretidas das geleiras que sobrelevam o lago. Há atividades de recreação na área, tais como caminhadas pela região, escalada de blocos e esqui.

## Etimologia
O lago Louise recebeu este nome em homenagem à princesa Luísa, Duquesa de Argyll, a quarta filha da rainha Vitória e esposa de John Campbell, 9.º Duque de Argyll e Governador Geral do Canadá de 1878 a 1883. A província de Alberta também é nomeada a partir da princesa.

## Descrição
O pequeno povoado do lago Louise, chamado igualmente Lake Louise, está localizado ao lado da Rodovia Trans-Canadá, 180 quilômetros a oeste de Calgary. O plano de fundo do lago Louise está cheio de montanhas cobertas de neve, dentre eles o monte Temple (com 3 543 metros de altitude), o monte Whyte (com 2 983 metros) e o monte Niblock (com 2 976 metros). O vilarejo tem uma pequeno local de comércio chamado Samson Mall que contém um centro de informação, uma mercearia, uma padaria, uma loja de equipamentos esportivos e estabelecimentos de refeição rápida. A área de esqui Lake Louise Mountain Resort também está localizada na região.

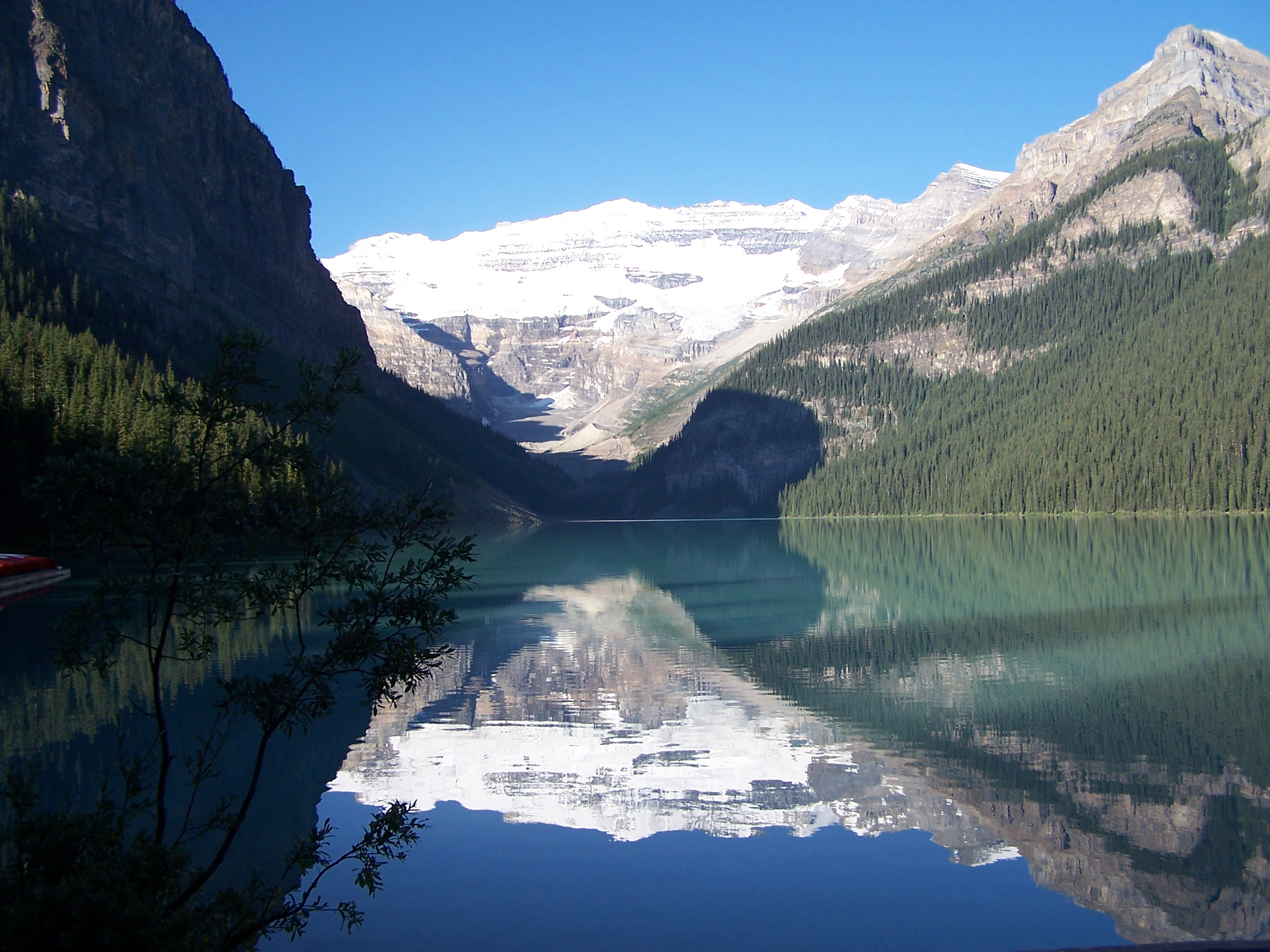
Lago Louise e as geleiras

Na costa leste do lago, está o Château Lake Louise, um elegante hotel quatro estrelas, que foi construído gradualmente no fim do século XIX e nos princípios do século XX pela Canadian Pacific Railway. O hotel é considerado um "primo" do famoso Château Frontenac, na cidade de Québec.